# أرسطوية
الأرسطوية (الاسم العلمي: Aristotelia)، جنس جنبات وشجيرات برية وزراعية من فصيلة شبيهات الزيتون، تتكون من 18 نوعًا. سميت أرسطوية تكريمًا للفيلسوف اليوناني أرسطو.

## الأنواع
- Aristotelia australasica
- Aristotelia braithwaitei
- Aristotelia chilensis
- Aristotelia colensoi
- Aristotelia erecta
- Aristotelia fruticosa
- Aristotelia peduncularis
- أرسطوية منشارية